# Schreckelberg
Schreckelberg (westallgäuerisch: Schrekləberg) ist ein Gemeindeteil der Gemeinde Hergatz im bayerisch-schwäbischen Landkreis Lindau (Bodensee).

## Geographie
Das Dorf liegt circa 1,5 Kilometer nordöstlich des Hauptorts Hergatz und es zählt zur Region Westallgäu. Westlich der Ortschaft verlaufen die Bundesstraße 32 und die Bahnstrecke Kißlegg–Hergatz. Ebenfalls westlich fließt der Schwarzenbach, der hier die Grenze zu Baden-Württemberg bildet.

## Ortsname
Der Ortsname stammt vom mittelhochdeutschen Wort schreckele für kleiner Abhang und bedeutet somit (Siedlung am) Berg mit kleinem Abhang.

## Geschichte
Schreckelberg wurde erstmals urkundlich im Jahr 1342 mit „hainrich von Schrekelberg“ erwähnt. 1617 wurden fünf Häuser in Schreckelberg gezählt. Der Ort gehörte einst zur Reichsstadt Wangen. Am 9. März 1954 wurde Schreckelberg zusammen mit Schwarzensee von der Gemeinde Maria-Thann in die Gemeinde Wohmbrechts umgemeindet, die 1972 in der Gemeinde Hergatz aufging.

## Persönlichkeiten
- Georg Karg (* 1941), Haushaltsökonom